# Saint-Georges-d'Aunay
Pour les articles homonymes, voir Saint-Georges, Saint Georges (homonymie), Georges et Aunay.
Saint-Georges-d'Aunay est une ancienne commune française, située dans le département du Calvados en région Normandie, devenue le 1er janvier 2016 une commune déléguée au sein de la commune nouvelle de Seulline.
Elle est peuplée de 703 habitants.

## Géographie
La commune est au nord du Bocage virois, plus précisément dans une région aujourd'hui appelée Pré-Bocage, désignation récente, sorte de seuil du Massif armoricain. L'atlas de paysages de la Basse-Normandie place le sud boisé de la commune au nord de l'unité du synclinal bocain caractérisée par « une alternance de lambeaux boisés sur les crêtes et de paysages semi-ouverts ». Le reste du territoire y est classé au sud-ouest du Pré-Bocage que l'atlas définit comme « paysage de transition entre la campagne découverte caennaise et les hauteurs embocagées du synclinal bocain ».
L'autoroute A84, dont l'échangeur no 42 est sur la limite avec Coulvain, emprunte le nord du territoire. La commune est également traversée par la route départementale no 54 reliant Aunay-sur-Odon à l'est, à Cahagnes et Caumont-l'Éventé, au nord-ouest. Le sud du territoire est parcouru d'ouest en est par la D 291A qui permet de joindre La Bigne à Aunay-sur-Odon, et par la D 290 qui relie Ondefontaine au sud à la D 54. Le bourg, accessible par des voies communales, est situé entre la D 54 et l'échangeur autoroutier.
Le sud du territoire, parcouru par l'Odon, est dans le bassin de l'Orne, à laquelle l'Odon donne ses eaux à Caen. La vallée de la Seulline occupe le nord de la commune qui est donc dans le bassin de la Seulles avec laquelle la rivière conflue entre Saint-Louet-sur-Seulles et Villy-Bocage.
Le point culminant (325/326 m) se situe tout au sud, en limite d'Ondefontaine, près du bois de Buron. Le point le plus bas (117 m) correspond à la sortie du territoire du ruisseau de Beslondes, un affluent de l'Odon, à l'est du bourg.
La pluviométrie annuelle avoisine les 1 000 mm.
Les principaux lieux-dits sont, du nord-ouest à l'ouest, dans le sens horaire, le Hamel, Angerville, les Landes, la Bosquerie, la Butterie, la Scellerie, Craham, la Vallée, les Parts, les Petits Champs, le Bourg, Courcelles, Charleval, le Petit Coucou, le Manoir, la Lande, la Monnerie, la Gare, le Moulin Neuf, la Jouerie, la Porte Vautier, Quévrus, Sous le Bosq, la Manchonnière, la Fresnée, les Épinettes, Buron, la Roserie, Laumont, la Jurée, la Perdrière, Coigny, Cabourg, Raville, Beaussieu, les Marronniers, Saulques, Pied Taillis, le Suret, la Donjonnerie, la Coudraille, Mondehard, le Breuil, la Survillette, le Monde Ancien et Pitot.
| Coulvain (comm. nouv. de Seulline) | Tracy-Bocage, Maisoncelles-Pelvey | Longvillers    |
| Jurques                            | Saint-Georges-d'Aunay             | Aunay-sur-Odon |
| La Bigne (comm. nouv. de Seulline) | Ondefontaine                      | Aunay-sur-Odon |

## Toponymie
La paroisse est dédiée à Georges de Lydda, martyr chrétien du IVe siècle. Le village est à proximité d'Aunay-sur-Odon, dont le toponyme provient du latin Alnus, « Aulne ».
Le gentilé est Saint-Georgeais.

## Histoire
Le 22 août 1886, la ligne Caen - Aunay-Saint Georges est ouverte. Elle est ensuite prolongée jusqu'à Vire le 1er juin 1891.
Le 1er janvier 2016, Saint-Georges-d'Aunay intègre avec Coulvain la commune de Seulline créée sous le régime juridique des communes nouvelles instauré par la loi no 2010-1563 du 16 décembre 2010 de réforme des collectivités territoriales. Les communes de Saint-Georges-d'Aunay et Coulvain deviennent des communes déléguées et Saint-Georges-d'Aunay est le chef-lieu de la commune nouvelle.

## Politique et administration
| Période                                  | Période       | Identité          | Étiquette               | Qualité                         |
| ---------------------------------------- | ------------- | ----------------- | ----------------------- | ------------------------------- |
| 1945                                     | 1974          | Henri Declomesnil | Droite[réf. nécessaire] | Agriculteur                     |
| 1977                                     | décembre 2015 | Claude Hamelin    | DVD                     | Agriculteur, conseiller général |
| Les données manquantes sont à compléter. |               |                   |                         |                                 |

Le conseil municipal était composé de quinze membres, dont le maire et trois adjoints. Ces conseillers intègrent au complet le conseil municipal de Seulline le 1er janvier 2016 jusqu'en 2020, Claude Hamelin est élu maire de Seulline et Sébastien Olivier est élu maire délégué de Saint-Georges-d'Aunay.
| Période      | Période      | Identité              | Étiquette | Qualité                         |
| ------------ | ------------ | --------------------- | --------- | ------------------------------- |
| janvier 2015 | avril 2020   | Claude Hamelin        | DVD       | Agriculteur, conseiller général |
| avril 2020   | juillet 2021 | Sylvain Varenne       | -         | Directeur de cabinet            |
| juillet 2021 | En cours     | Marie-Jeanne Madeline | SE        |                                 |

## Démographie
En 2021, la commune comptait 703 habitants. Depuis 2004, les enquêtes de recensement dans les communes de moins de 10 000 habitants ont lieu tous les cinq ans (en 2008, 2013, 2018, etc. pour Saint-Georges-d'Aunay) et les chiffres de population municipale légale des autres années sont des estimations.
Au premier recensement républicain, en 1793, Saint-Georges-d'Aunay comptait 1 668 habitants, population jamais atteinte depuis.
| 1793  | 1800  | 1806  | 1821  | 1831  | 1836  | 1841  | 1846  | 1851  |
| ----- | ----- | ----- | ----- | ----- | ----- | ----- | ----- | ----- |
| 1 668 | 1 591 | 1 650 | 1 580 | 1 625 | 1 641 | 1 591 | 1 487 | 1 510 |

| 1856  | 1861  | 1866  | 1872  | 1876  | 1881  | 1886  | 1891  | 1896  |
| ----- | ----- | ----- | ----- | ----- | ----- | ----- | ----- | ----- |
| 1 453 | 1 435 | 1 382 | 1 259 | 1 127 | 1 130 | 1 121 | 1 113 | 1 077 |

| 1901 | 1906 | 1911 | 1921 | 1926 | 1931 | 1936 | 1946 | 1954 |
| ---- | ---- | ---- | ---- | ---- | ---- | ---- | ---- | ---- |
| 984  | 980  | 840  | 717  | 776  | 761  | 753  | 730  | 706  |

| 1962 | 1968 | 1975 | 1982 | 1990 | 1999 | 2008 | 2013 | 2018 |
| ---- | ---- | ---- | ---- | ---- | ---- | ---- | ---- | ---- |
| 717  | 667  | 600  | 594  | 571  | 658  | 707  | 717  | 717  |

| 2019 | - | - | - | - | - | - | - | - |
| ---- | - | - | - | - | - | - | - | - |
| 712  | - | - | - | - | - | - | - | - |

## Économie
Une ferme hélicicole, Les Escargots de l'Odon, est établie sur la commune depuis 2005.

## Lieux et monuments

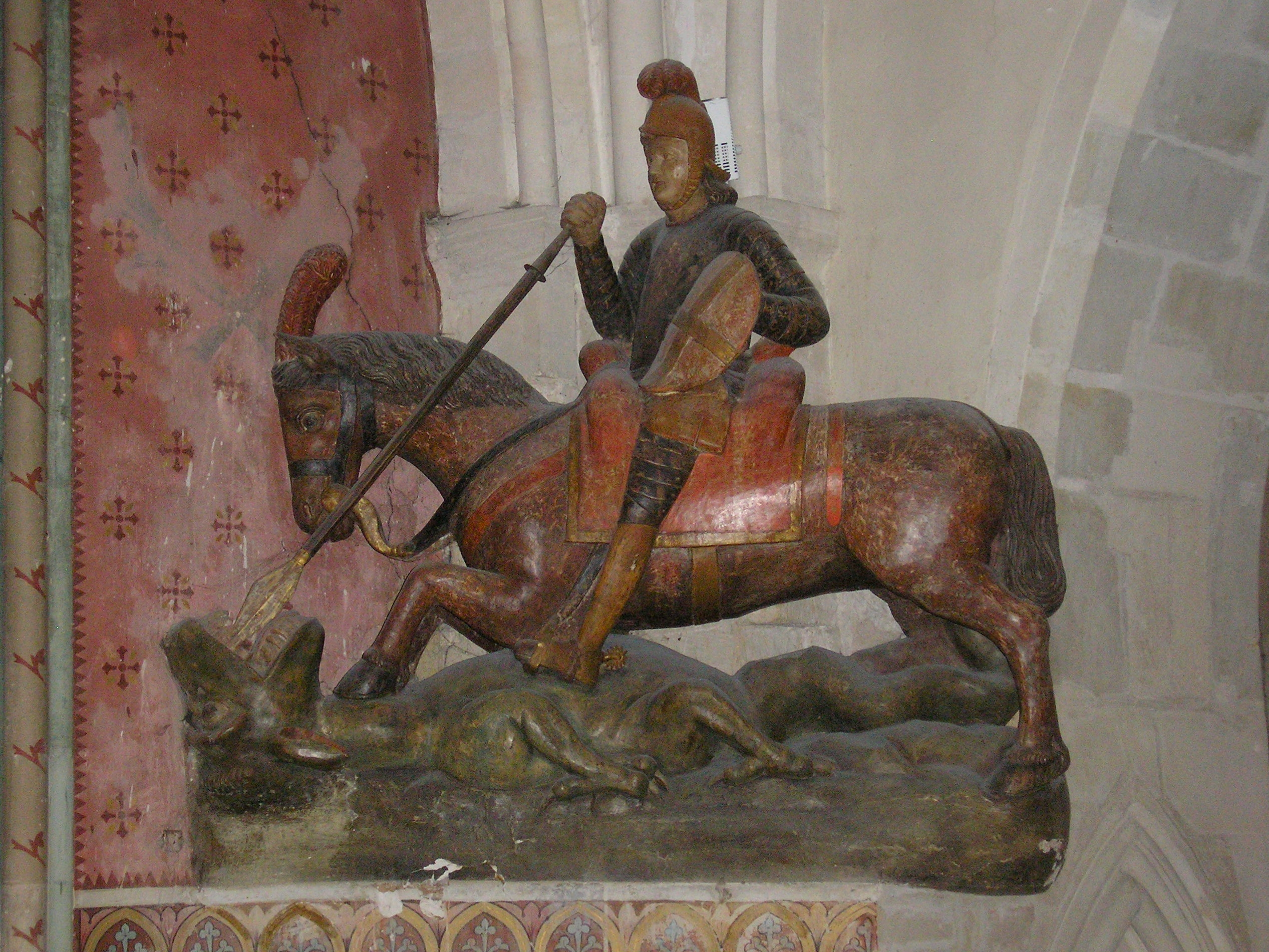
La statue de saint Georges terrassant le dragon.

- Église Saint-Georges, partiellement du XIIIe siècle, abritant un groupe sculpté représentant saint Georges terrassant le dragon du XVIe siècle et une Vierge à l'Enfant du XVIIe siècle, deux œuvres classées à titre d'objets aux Monuments historiques[17].
- Château des XVIIIe et XIXe siècles.
- Ancienne gare Aunay-Saint-Georges.

## Activité et manifestations
Un méchoui annuel est organisé le deuxième dimanche de septembre, permettant la rencontre des habitants de Saint-Georges et des alentours.

## Personnalités liées à la commune
- Charles Lemaître (1854 à Saint-Georges-d'Aunay - 1928), poète normand, surnommé le chansonnier du bocage. Le collège d'Aunay-sur-Odon porte son nom.